# Miceno Clodoaldo Linhares
Miceno Clodoaldo Linhares (Icó, 29 de março de 1865 — Lavras da Mangabeira, 2 de janeiro de 1924) foi sacerdote católico e político brasileiro.

## Biografia
Monsenhor Miceno era o segundo dos dezesseis filhos do Capitão Francisco Gonçalves e de Josefa Teresa de Jesus Linhares. Dentre seus irmãos, destaca-se o magistrado Manuel Clodoaldo Linhares. Fez os estudos primários em Milagres, de onde saiu para o colégio do padre Inácio de Sousa Rolim, em Cajazeiras, estado da Paraíba, para os preparatórios. Seguindo para Recife, matriculou-se no seminário de Olinda, em 1856, fazendo ali todos os exames necessários, e todo curso teológico, sempre com aprovações plenas. Em 1860, recebeu ordens, desde a tonsura até o diaconato, que lhe foram conferidas pelo bispo D. João da Purificação Marques Perdigão. Recebeu o presbiterado no Ceará, em 1 de dezembro de 1861, do primeiro bispo da diocese, D. Luís Antônio dos Santos, vindo a ser o primeiro padre ordenado do bispado, pelo que era chamado por D. Luís de meu primogênito. Cantou sua primeira missa em Milagres, em 21 de dezembro de 1861.
Com o falecimento do padre João Filipe Pereira, vigário da freguesia de São João dos Inhamuns (atual município de Tauá), vitimado de cólera, foi nomeado para o substituir. Partiu imediatamente e tomou posse daquela freguesia em junho de 1862. Ali foi pároco até o fim de 1874. Nesse período, exerceu ainda o cargo público de inspetor literário daquele município, para o que foi nomeado por portaria de 3 de março de 1869.
Falecendo seu pai, no Crato, para estar mais perto da família, conseguiu do bispo diocesano que, de acordo, houvesse permutas dos vigários de Lavras, Várzea Alegre e São João dos Inhamuns, ficando ele em Lavras. Esteve à frente daquela freguesia por quarenta e nove anos, até falecer.
Considerado homem de grande cultura e sacerdote virtuoso, elegeu-se deputado à Assembleia Provincial do Ceará para quatro legislaturas: 1866-1867, 1878-1879, 1880-1881 e 1884-1885. Todavia, nem tudo foram flores durante seu longo vicariato em Lavras. Tornara-se oponente de Fideralina Augusto Lima, latifundiária de grande influência política na região. Esta colocou seu prestígio a prova ao tornar público o fato de ele ter tido uma filha quando fora pároco em São João dos Inhamuns.